# مجلة أدبية
المجلة الأدبية هي دورية مكرسة للأدب بمعنى عام. عادة تنشر المجلات الأدبية قصصا قصيرة وشعرا ومقالات إضافة لنقد أدبي وعروض كتب وسير عن الكُتاب ومقابلات ورسائل.

## تاريخ
تعتبر مجلة أخبار جمهورية الحروف (بالفرنسية: Nouvelles de la république des lettres) والتي نشرها بيير بايل من عام 1984 أول مجلة أدبية.

## أمثلة
- الرسالة مجلة أدبية مصرية
- أنفاس مجلة أدبية مغربية
- النيويوركر مجلة أدبية أميركية